# Sång till friheten (film)
Sång till friheten är även titeln på en svensk kortfilm från 1950. 
Filmen spelades in i samband med International Union of Socialist Youth:s stora sommarläger på Skarpnäcksfältet i juli 1950. Filmen innehåller bilder från Socialistiska ungdomsinternationalens läger samt journalbilder från Tyskland, Frankrike, Israel och England. SSU:s ordförande Frans Nilsson talar om kampen för en bättre värld. Det följer bland annat klipp från Skansen och Stockholms stadion, där AIK och SSU möts i en fotbollsmatch samt från demonstrationståget genom Stockholm.